# جان جی هاروی
جان جی هاروی (به انگلیسی: John J. Harvey) یک کشتی آتش نشانی و نجات است که طول آن ۱۳۰ فوت (۴۰ متر) می‌باشد. این کشتی در سال ۱۹۳۱ ساخته شد.